# Entre Nós
Entre Nós é o segundo álbum de estúdio da cantor português Mickael Carreira.
Este álbum foi lançado a 12 de Janeiro de 2007 pela editora Vidisco, tendo sido lançado acompanhado de um DVD. Já a 23 de Maio de 2007, uma edição especial com um DVD e com uma versão acústica de "Deixa-me Parar o Tempo ".
O álbum Entre Nós é composto por um CD com 13 temas e um DVD que inclui o videoclip e o "Making Of" do tema “Não me Esqueço de Ti”; os vídeos “Dou a Vida por Ti”, “Depois dessa Noite” e “Baila pra Mim”; um galeria de fotografias e o "Making Of" da sessão fotográfica.
Este trabalho chegaria, em Janeiro de 2008, ao segundo lugar do Top Oficial da AFP, uma lista onde permaneceu por um total 15 semanas. Foi impedindo a chegada ao primeiro lugar estava o primeiro álbum das Just Girls.
Entre Nós viria a receber 1 disco de platina.

## Faixas

### CD
1. "O Amor Pode Esperar (Por Mim)" ()
2. "Não Me Esqueço De Ti" ()
3. "Se Me Falarem de Ti" ()
4. "Outra Noite Contigo" ()
5. "Se Um Dia Fosses Minha" ()
6. "Deixa-me Parar o Tempo" ()
7. "E Agora Como É Que Eu Vivo" ()
8. "Eu Não Vou Esquecer" ()
9. "Por Ti Sou Capaz De Tudo" ()
10. "Só Nasci Pra Te Amar" ()
11. "Ela (Mexe Bem Demais)" ()
12. "Hoje Nada Sou" ()
13. "Porque Será?" ()

### DVD
- Não Me Esqueço De Ti
- Dou a Vida Por Ti
- Depois Dessa Noite
- Baila Pra Mim

### Edição Especial

#### Temas extra
- 14. "Deixa-me Parar o Tempo " (Acústico)()

#### DVD
- Vídeos ao vivo no Coliseu de Lisboa: "Um Anjo como Tu", "Por Amor Vou Até ao Fim", "Do You Love Me", "Amar".
- Vídeos: "Outra Noite Contigo", "Não me Esqueço de Ti", "Dou a Vida por Ti", "Depois dessa Noite", "Baila pra Mim".
- "Making of": "Outra Noite Contigo", "Não me Esqueço de Ti".
- Entrevista Programa televisivo "Só Visto".
- Galeria de fotografias
- "Making of" da sessão fotográfica